# Don’t Worry (singel Ace Wilder)
Don’t Worry – singel Ace Wilder, wydany 28 lutego 2016. Utwór napisali i skomponowali Joy Deb, Linnéa Deb, Anton Hård af Segerstad, Behshad Ashnai i sama wokalistka.
Piosenka zajęła 3. miejsce w szwedzkich preselekcjach do Konkursu Piosenki Eurowizji – Melodifestivalen 2016, zdobywając w sumie 118 punktów.
Nagranie znalazło się na 13. miejscu na oficjalnej szwedzkiej liście sprzedaży i uzyskało status platynowego singla za sprzedaż w ponad 40 tysiącach kopii.

## Lista utworów
- Digital download[1]

1. „Don’t Worry” – 2:59

## Notowania

### Pozycja na liście sprzedaży
| Kraj    | Notowanie (2016)  | Najwyższa pozycja | Certyfikat | Sprzedaż |
| ------- | ----------------- | ----------------- | ---------- | -------- |
| Szwecja | Sverigetopplistan | 13                | platyna    | 40 000+  |